# تتار
التَّتار هم شعب تركي ينحدر من شعب القفجاق وقبيلة البلغار التركية الذين نزحوا من بلادهم إلى المجر وجزيرة القرم نتيجة الغزو المغولي وليس لهم علاقة تاريخية بالتتار القدماء.
يُعرف التّتار عند الأوربيين بالتَّتار Tatar أو التَّارتار Tartar، أما الصينيون فيدعونهم بالتَّاتا ويحذفون حرف الراء، ويسميهم ابن خلدون التَّغزغز.
يذكر الكتاب السري عند المغول أن التتار كانوا شعبا معاديا يقطن شرق منغوليا، وأن جنكيز خان قام بإبادتهم بالكامل تقريبًا، ولم يبقَ منهم سوى السبايا وخمسمائة رجل، بالرغم من ذلك أطلق العرب تسمية التتار خطأً على المغول. أغلب التتار الحاليين ينحدرون من القفجاق الأتراك الذين حكمهم المغول، وليس لهم علاقة بالتتار القدماء. أطلق الروس على هؤلاء الأتراك تسمية التتار، وكان ذلك سببا سياسيا هدفه ترحيلهم من بلادهم وجزيرة القرم إلى أوزبكستان وكازاخستان.
احتل المغول بلاد القفجاق وروسيا وعدة دول أوروبية، وكانت دولتهم في تلك الرقعة تسمى القبيلة الذهبية، وحكامها مسلمون، وسرعان ما ذاب المغول وسط القفجاق الترك، ولم يبقَ لهم بقية تتحدث بلغتهم وسط شعوب القفجاق التركية في عصرنا الحالي.
التتار الجدد وهم اتحاد يتكون في أغلبه من أتراك القفجاق والبلغار ثم المغول والتتار القدماء، ويتحدثون لغة تركية (قفجاق)، وهم أسلاف ونواة دولة القبيلة الذهبية التي أخضعت روسيا واحتلت 6 دول أوروبية. وهؤلاء التتار الجدد أسلافهم من المغول كانوا يرفضون أن يطلق عليهم تسمية التتار، وأصولهم مختلف عليها، ولكن تُعد عمومًا قومية مختلطة (ترك-مغول-تتر)، وبالأصل لم يطلقوا على أنفسم تسمية التتار بل الروس والأوروبيين، لكنهم تقبلوا هذه التسمية، ويوجد في القوقاز مجموعة النوغاي ومجموعات مغولية أخرى تبنت اللغة التركية وذلك نتيجة اندماجهم مع أتراك القفجاق.

## معنى كلمة «تتار»
التَّتر هي كلمة أطلقها العرب خطأ على مجموعة القبائل المغولية التي اجتاحت الشرق العربي وبلاداً إسلامية أخرى في القرنين الثاني عشر والثالث عشر الميلاديين.
معنى كلمة تتار غير محدد، فهي تعني لدى الصينيين البدو والبداوة، والفروسية أحياناً، وفي اللغة التركية القديمة نجد كلمة تتراي، التي يُقصد بها الفارس صاحب البريد، ومن معانيها عندهم الأنفة والرفعة والإباء. ويبدو مما ذكرناه أن كلمة تتار قد ارتبط معناها بالفروسية والشجاعة، التي تتطابق ونمط الحياة التي عاشها هؤلاء في الفترات الأولى من ظهورهم على المسرح السياسي العالمي.

## أصول التتار
يقسم الترك على ثلاث مجموعات الغز، والقفجاق، والقارلوق وينحدر أغلب التتار الحاليين من القفجاق والبلغار الترك وتسمية التتار هي حديثة والتسمية الأصح هي الأتراك القفجاق. أما التتار القدماء فقد أبادهم المغول إبادةً جماعية شبه كلية .
التتار هو اسم أطلقه المؤرخون العرب خطأ على المغول بسبب معلومات خاطئة وصلت لهم، في وقت أباد جند جنكيزخان التتار إبادة شاملة ، أما التتار الجدد فغالبيتهم ينحدرون من أتراك القبجاك والبلغار السكان الأصليين لأرض القبجاك جنوب روسيا حالياً، وعند غزو المغول لأرض القبجاك قتلوا 200 ألف إنسان، وتحالف أتراك القبجاك مع الروس ضد المغول، وبسبب التشابه في اللباس والثقافة والأرض والدين فضل المغول الاستيطان في أرض القبجاك، أقلية مغولية حاكمة وسط أغلبية تركية، وبعض التتار الجدد اليوم ينحدر من المغول الذين ذابوا وسط الأغلبية التركية مثل قبيلة النوغاي، أما التتار القدماء فقد أبيدوا إبادة كلية، لكن من المحتمل أن النسب التتري استمر ولم ينقرض كاملًا لكن التتار القدماء كقومية عرقية انقرضوا ليس لهم وجود في منغوليا، أما التتار الجدد/أتراك القبجاك اسمهم لم يطلقوه على أنفسهم بل أطلقه الأوروبيون والروس عليهم لكنهم تقبلوا هذه التسمية وكانت هذه التسمية إحدى الأسباب التي جعلت روسيا وستالين تستهدف هؤلاء الأتراك بالقتل والإبادة والترحيل الجماعي حيث مات أكثر من نصفهم في عمليات الترحيل بالشتاء من الجوع والبرد، بحجة أنهم غرباء وليسوا من أهل البلد الأصليين.
اختلف العلماء كذلك على أصول التَّتار، وهل هم جزء من العنصر المغولي (المنغولي)، أو أنهم قبائل أخرى مستقلة متميزة، وفي الواقع يرى قليل من العلماء أنهما قبيلتان مختلفتان شكلاً وهيئةً، ولكل منهما أرضه وعاداته وتقاليده، ولكن أكثر العلماء لا يشاطرونهم الرأي هذا، بل يعدونهما عرقاً واحداً وموطنهما الأصلي واحد، والتمايز العرقي النسبي بينهما ظهر وتبلور لاحقاً، بعد أن غادروا موطنهم الأم، وامتزجوا بأعراق أخرى أوروبية وسواها. ويرى هؤلاء كذلك أن كلمة تتار لا تعني شعباً آخر غير مغولي، وأن طغيان التسمية على المغول سببه الدور الحربي البارز والقيادي الذي قامت به قبائل التَّتر المشاركة في غزوات جنكيز خان وخلفه.
إن ظهور التَّتار كقبائل متميزة يرجعه العالم «س.إ.بروك» إلى نهاية القرن الخامس وبداية القرن السادس الميلادي، وقد عاشوا ضمن القبائل المغولية، ويرجح كذلك أن موطنهم الأصلي جنوب شرق بحيرة بايكال، بينما يعتقد «ثيودور شاباو» أنهم عاشوا أولاً في شرقي منغوليا وغربي منشوريا، وذلك في القرن الخامس الميلادي، وكونوا مع القبائل التركية الأخرى ما يُعرف بالقبيلة الذهبية. في الواقع أن تسمية منغولية تاريخياً تعني أرضاً واسعة غير محددة تماماً، تضم وسط آسيا وشمال الصين، أو ما يعرف بمنغولية الخارجية ومنطقة تانوتوفا، الواقعة ضمن روسيا حالياً والمتنازع عليها مع الصين. وكذلك ما يعرف بمنطقة منغولية الداخلية الصينية حالياً.

## الامبراطورية المغولية

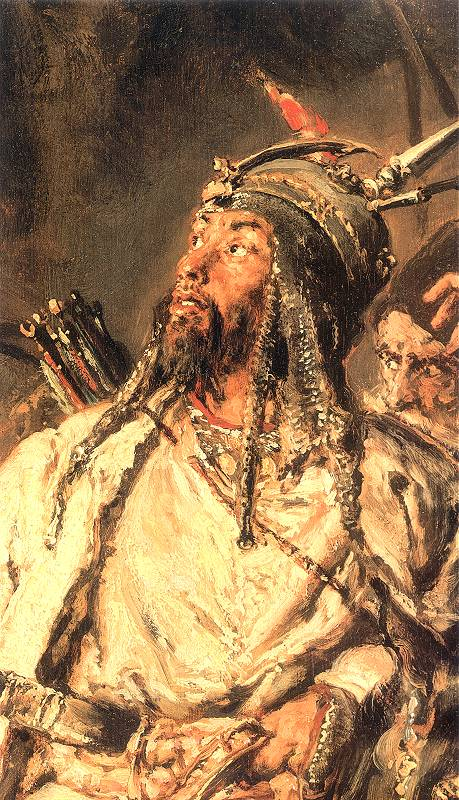
رسم للقائد التتاري "Tugay Bey".

لم يظهر اسم التَّتار في الساحة الدولية إلا بعد ظهور قائد المغول المشهور جنكيز خان (1167-1227م)، الذي حقق وحلفاؤه انتصارات كبيرة وأقام إمبراطورية شاسعة، كانت عاصمتها قراقورم في البدء ثم بكين لاحقًا.

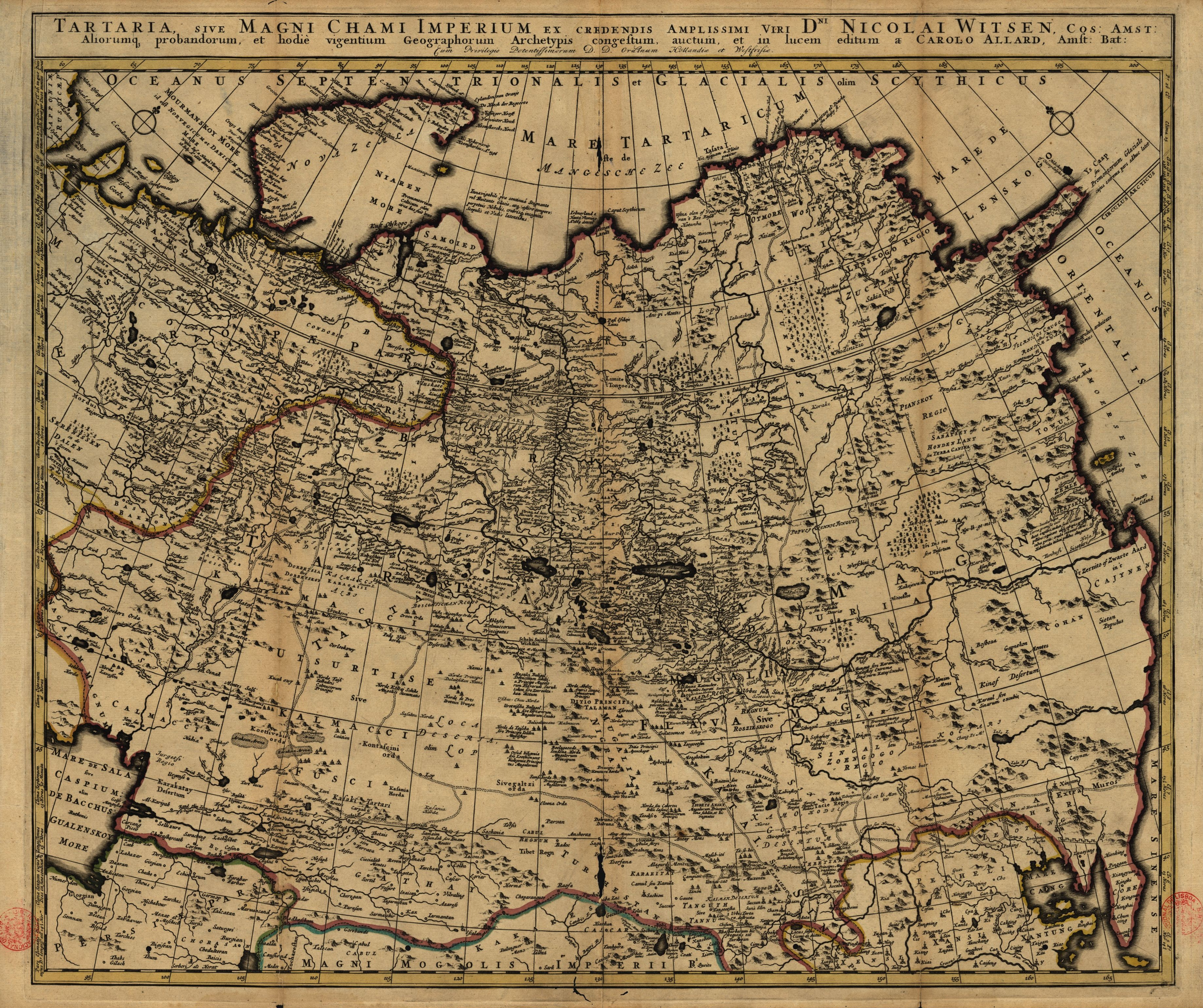
خريطة الامبراطورية التتارية

لم تعمر الامبراطورية طويلًا، فانقسمت بين أولاده وأحفاده إلى إمارات أو ممالك صغيرة (خانيات) امتدت من الصين إلى نهر الدانوب. ومن أبرزها خانية قازان في روسيا والدولة الإلخانية في فارس، وسلالة يوان في الصين. ومن أبرز أحفاد جنكيز خان، هولاكو الذي قضى على الخلافة العباسية في بغداد عام 1258م، واجتاحت جيوشه بلاد الشام حتى رُدَّت على أعقابها في معركة عين جالوت عام 1260م، وكذلك تيمورلنك (1336-1405م) الذي أنشأ إمبراطورية كبيرة شملت آسيا الوسطى وغربي آسيا ولم تعمر طويلًا.
إن انقسام الامبراطورية المغولية إلى خانيات سهل عملية التدمير والنهب للروس على خانيات قازان وأستراخان وسيبيريا وسهل للروس سيطرتهم على أراضي شاسعة في آسيا، وقد حرر العثمانيون خانية القرم ثم سلبها منهم الروس عام 1783م.

## السِّمات العرقيـة
يتميَّز التّتار بالملامح العرقية المغولية التركية الصينية التي يمكن اختصارها بالآتي:
القامة قصيرة إلى متوسطة (160-170 سم)، والجذع أطول من الأطراف والعجز كبير، وهم من ذوي الأكتاف و‌الرؤوس العريضة و‌وجوههم مسطحة واسعة تتوسطها أنوف صغيرة، تعلوها جباه كبيرة، وفي خدودهم بروز ونتوء، أضراسهم قليلة النتوء وقواطعهم مجرفية الشكل، والفك الأسفل واسع عريض، عيونهم سوداء غالباً تقبع في محاجر كبيرة، وتعلوها أجفان شحمية ثقيلة، و‌العيون ضيقة موزية الشكل، أجسامهم ملساء تكاد تخلو من الشعر وكذلك وجوههم، ولهم شفاه رقيقة، ألوانهم بيضاء مصفرة ولكنها تميل للسمرة في المناطق الجافة والصحراوية الباردة، إلا أن هذه السمات تغيرت بدرجات مختلفة بعد سكنهم في مواطن جديدة في آسيا و‌أوروبا. فظهرت لديهم سمات الأوروبيين، فالقامة أصبحت أطول، واختلف لون العيون وتنوع، وبدلاً من الشعر الأسود المسترسل ظهر الشعر البني والأشقر بل والأحمر، وتغيرت ملامح الوجه الأصلية، وقد يصعب أحياناً تمييزهم من الأعراق الأخرى.
والسؤال الآن هو: من ينتمي إلى ما يسمى بالتَّتار؟ وهنا كذلك تباينت الآراء، ويستشف منها أن مجموعات بشرية متنوعة امتزجت مع التَّتار بعد أن خضعوا لهم، وزادت العقيدة الإسلامية من وحدتهم، ويرى «ملبترون» أن الأتراك يتكونون من أربع طوائف كبيرة تضم قرابة ست عشرة قبيلة ومن أبرزها:
1. أتراك تركستان.
2. تركمان شرق بحر الخزر (قزوين) و‌آسيا الوسطى و‌أرمينيا.
3. الأوزبك.
4. البخاريون
5. أتراك قرمان الذين قدموا من تركستان.
6. العثمانيون وأتراك الأناضول و‌القسطنطينة من تركستان.
7. تتار القرم، كما يضيف ملبترون خطأ شعوباً مجاورة للقرم إلى التتار مثل الكرج (الجيورجيون و‌الشركس و‌الأباظة)، وهؤلاء كما هو معروف يؤلفون مجموعة الشعوب القفقاسية الأصلية ولا يمت أفرادها إلى العنصر الطوراني ـ المغولي بأي صلة إثنية أو لغوية.
8. القفجاق (قازان) وتترأوفا و‌البلغار والبشكير.
9. القرغيز.
10. أهل سيبيريا وكراسنارسك.
11. الياقوت وغيرهم.

يجب أن نشير أن للتتار الجدد لغة خاصة هي القبجاقية، وهي فرع من المجموعة اللغوية التركية المنتمية للعائلة الألتاوية التي تضم:
1. المجموعة التّركية.
2. الأوزبيك (الأوزبكية).
3. الكازاخ (الكازاخية).
4. التّتار (التّترية).
5. الأذر (الأذرية).
6. التّركمان (التّركمانية).
7. القرغيز (القرغيزية).

## الديانة

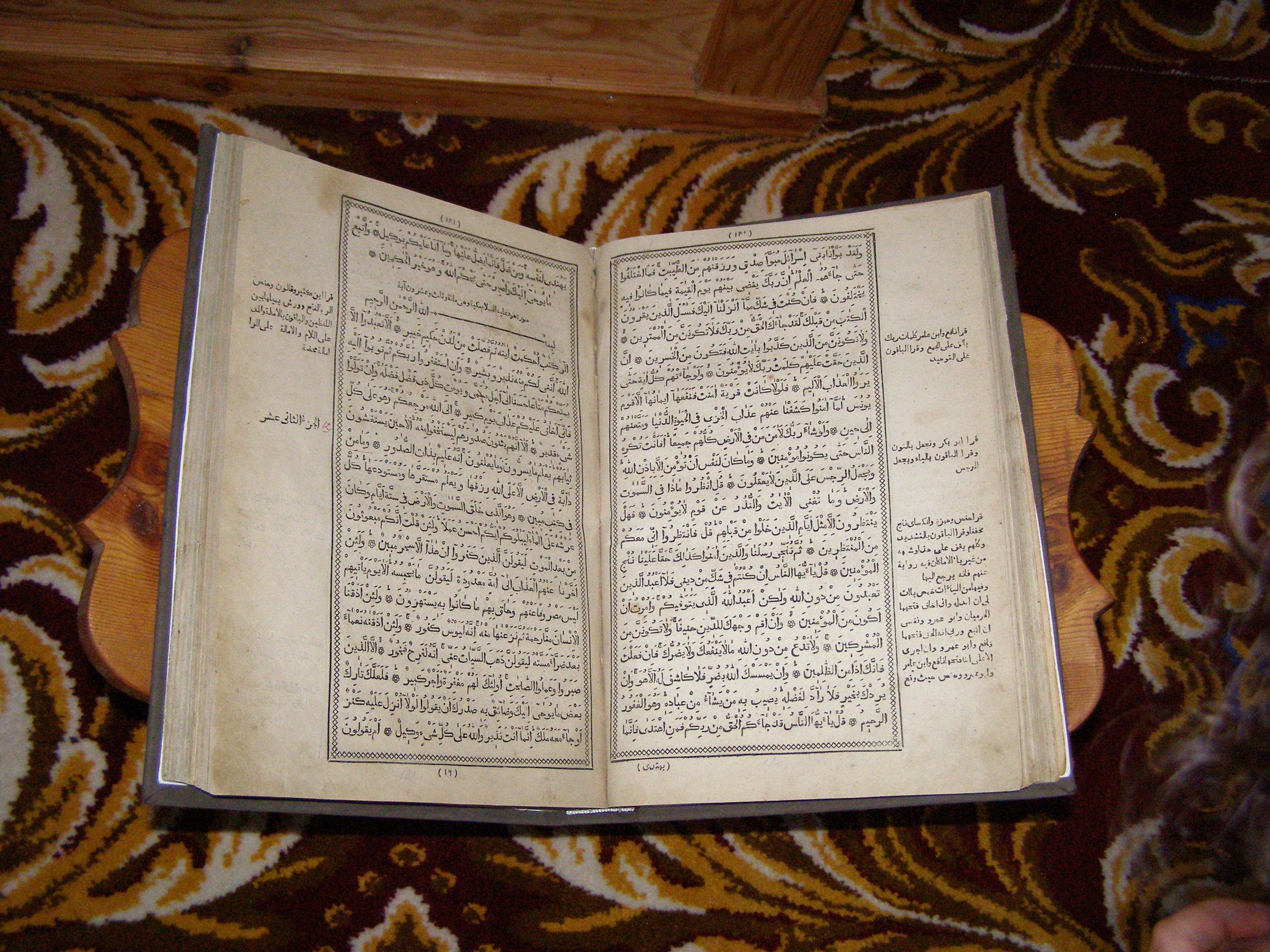
مصحف في مسجد للتتار بقرية «بوهونيكي» في أقصى شمال شرق بولندا.

عرف المغول والتّتار الديانة البوذية، ولكن لهم دياناتهم الطوطمية، إذ عبدوا ظواهر الطبيعة (الريح والرعد والصواعق) والحيوانات (الخنزير والذئب) وأشياء أخرى، وعبدوا الكواكب، وبخاصة الشمس، وتأثروا قليلاً بالمجوسية. ولكن القسم الأعظم من التّتار اعتنق الإسلام، وهم الآن يدينون بالإسلام (المذهب السني)، وذلك نتيجة لاعتناق حفيد جنكيز خان «بركة خان» الإسلام، وقد جرت محاولات حثيثة من الروس، بعد أن احتل إيفان الرابع قازان عاصمة التّتر (1552) لتحويلهم إلى الديانة المسيحية (المذهب الأرثوذكسي)، ولكن لم يكتب النجاح لهذه المحاولات، وحدثت مذابح واضطرابات عديدة بسبب ذلك. ولم يخرج عن الإسلام إلا مجموعات صغيرة مثل تتر كرياشين وتشيليابتسك.

## الواقع التّتاري الحالي
ليس للتتار حالياً كيان سياسي مستقل تماماً، بل هنالك جمهورية تتارية ذاتية الحكم، التي تقع ضمن الاتحاد الفيدرالي الروسي، ولا يزيد عدد التّتار في هذه الجمهورية على المليونين أي خمس التّتار في روسيا، ويعيش عدد يقل عن المليون في جمهوريات آسيا الوسطى المستقلة وبلدان أخرى، كما هو موضح أدناه:
الجمهوريات العدد/ بالألف
روسيا الاتحادية	5011
أوكرانيا	91
أوزبكستان	649
كازاخستان	313
أذربيجان	31
قرغيزيا	22
طاجيكستان	80
تركمانستان	40
الأرقام بحسب معطيات إحصاء عام 1979
أما في داخل روسيا فيتوزعون في الأماكن الرئيسية كالآتي:
1. جمهورية تتارية (تتارستان) 1642 ألف
2. جمهورية بشكيريا 970 ألف
3. جمهورية أودمورتيا 99 ألف

وتعيش أعداد قليلة لا يزيد مجموعها على 250 ألف نسمة، في أماكن متفرقة وخاصة في سيبيريا، ومن هذه الأماكن كدمي وبوريات وياقوتية والجوفاش (تشوفاش) وجوكوتسكي.
أما في روسيا فبدأ ظهور القبائل التركية والتتارية في أواسط الفولغا في القرنين الثالث والرابع الميلاديين، وفي القرنين الخامس إلى السابع، جاءت الموجة الثانية، وتوطنت في المناطق الغابية والسهبية الغابية (السهل الروسي)، وظهروا في سيبيريا كذلك.
أما في القرنين السابع والثامن فقد جاءت من منطقة بحر آزوف إلى الفولغا قبائل البلغار التركية وسواهم، وكونوا دولة قوية، وانضمت هذه القبائل في ما بين القرنين (13-15) تحت لواء القبيلة الذهبية التتارية، وامتد سلطانها إلى موسكو وأغلب مناطق روسيا، إلى أن قضى عليها ايفان الرابع الرهيب (1552) وضمت إلى روسيا القيصرية.

## الحضارة
اعتمد التتار في معيشتهم على الرعي، وكانوا بداة متنقلين، ثم تحولوا إلى الزراعة، وكانت الصناعة بسيطة تلبي حاجات الرعي والزراعة، ولكن مع الزمن بدأت الحضارة التتارية الإسلامية بالنهوض، وصارت قازان وسواها معالم حضارية وفكرية، واستفاد الرّوس من هذه الثقافة، فأوفدوا رسلاً من التّتار إلى البلدان الإسلامية التي احتلَّها الرّوس (جمهوريات آسيا الوسطى).

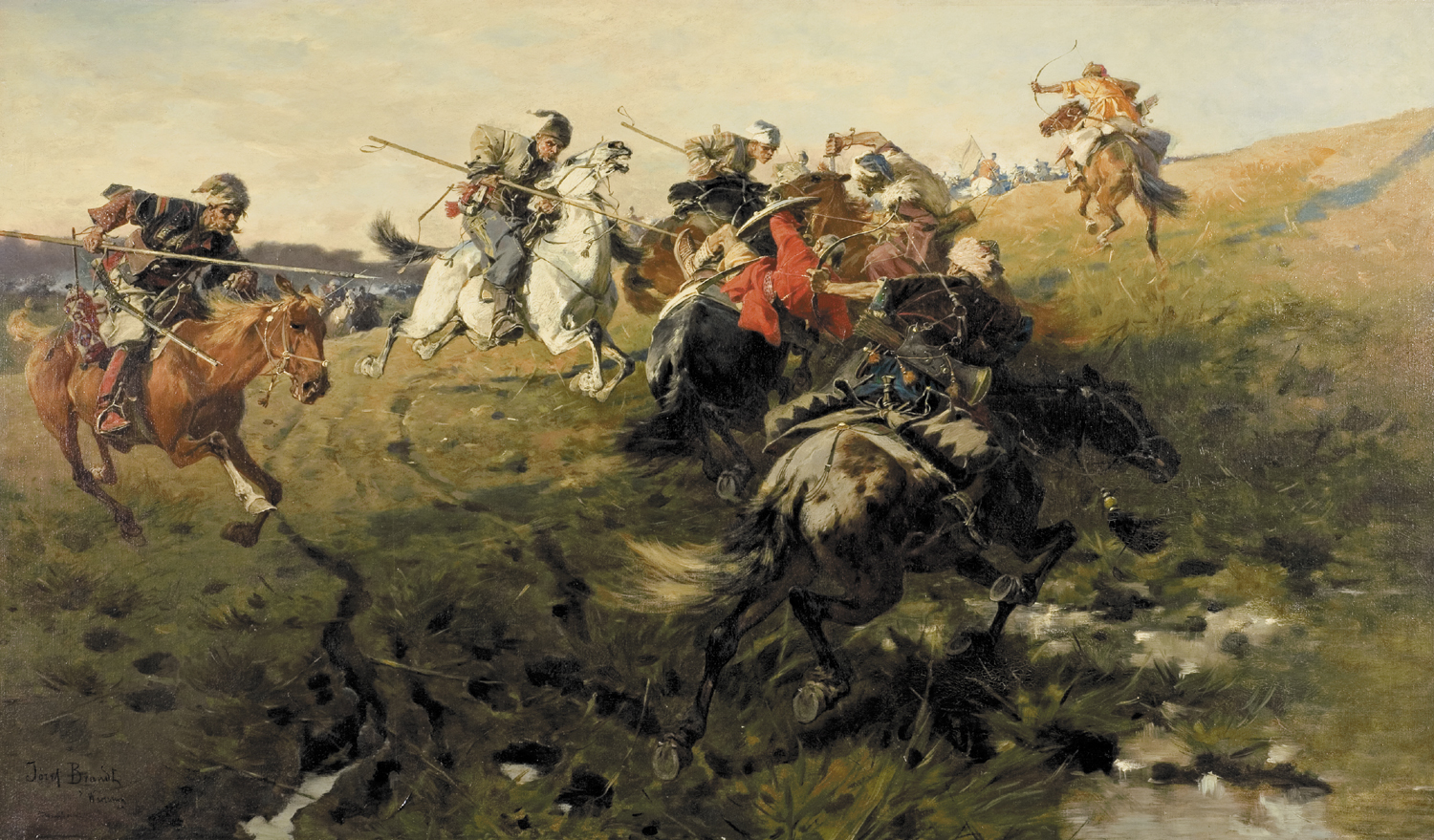
رسمة قديمة عن القوزاق وهم يقاتلون تتار القرم.

## مأساة تتار القرم
يحسن أن نشير إلى مأساة تتار القرم الذين كان عددهم قرابة 200 ألف نسمة عام 1934، فقد انتهز هؤلاء احتلال القوات الألمانية في الحرب العالمية الثانية لبلادهم، فعملوا على الاستقلال عن الاتحاد السوفييتي بالتعاون مع الألمان، ولكن بعد اندحار الألمان رحَّلت الدولة السوفيتيّة كل التّتار إلى جمهوريات آسيا الوسطى وخاصة إلى أوزبكستان، وحرموا من حقوقهم المدنية، وأُلغيت جمهورية التتار الذاتية السابقة، وقام تتر القرم بانتفاضات عديدة قُمعت بقسوة. وفي عهد خروتشوف أعيدت لهم حقوقهم المدنية، ولكن لم يسمح لهم بالعودة إلى القرم التي منحها لاحقا إلى أوكرانيا.
وفي عام 2014 أعادها الرئيس الروسي فلاديمير بوتين إلى روسيا.

## معرض صور

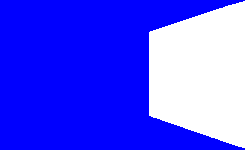
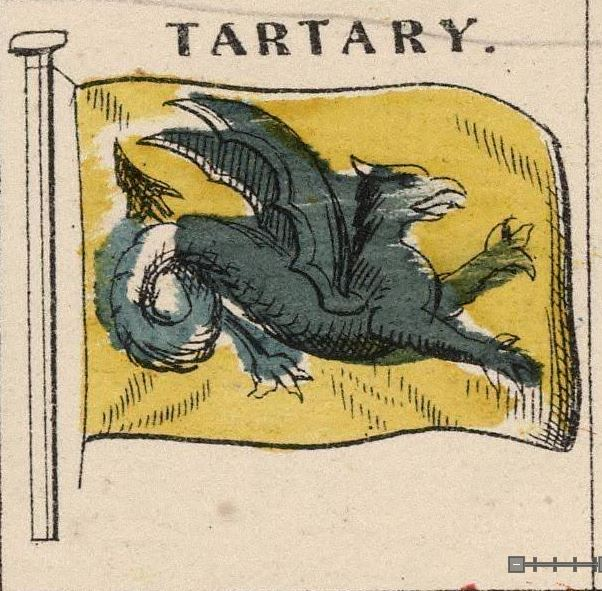